# Tour de l'Algarve 2016
La 42e édition du Tour de l'Algarve a eu lieu du 17 au 21 février 2016. La course fait partie du calendrier UCI Europe Tour 2016 en catégorie 2.1.
L'épreuve a été remportée par le Britannique Geraint Thomas (Sky) qui s'impose respectivement de 19 et 26 secondes devant les deux Espagnols Ion Izagirre (Movistar) et le lauréat de la cinquième étape, Alberto Contador (Tinkoff).
L'Allemand Marcel Kittel (Etixx-Quick Step), vainqueur des première et quatrième étapes, gagne le classement par points tandis que le Russe Alexandr Kolobnev (Gazprom-RusVelo) s'adjuge celui de la montagne. Le Belge Tiesj Benoot (Lotto-Soudal) termine meilleur jeune et la formation russe Katusha meilleure équipe.

## Présentation

### Parcours
La course comprend cinq étapes. La première étape est moyennement vallonné, avec une arrivée sur le plat. Elle est suivie par une arrivée au sommet d'une côte lors de la deuxième étape, avec la montée de l'Alto da Foía, le point le plus haut de la région. La montée n'était plus au programme du Tour de l'Algarve depuis l'édition 2002. Le lendemain, lors de la troisième étape, est disputé un contre-la-montre individuel de 19 kilomètres plat. Une autre étape moyennement vallonné est au programme de la quatrième étape. La cinquième et dernière étape se termine par l'ascension de l'Alto do Malhão, traditionnellement le point décisif de la course,.

### Équipes
Classé en catégorie 2.1 de l'UCI Europe Tour, le Tour de l'Algarve est par conséquent ouvert aux WorldTeams dans la limite de 50 % des équipes participantes, aux équipes continentales professionnelles, aux équipes continentales et aux équipes nationales.
Vingt-quatre équipes participent à ce Tour de l'Algarve - douze WorldTeams, six équipes continentales professionnelles et six équipes continentales :
| UCI WorldTeams   | UCI WorldTeams | UCI WorldTeams |
| Nom de l'équipe  | Pays           | Code           |
| ---------------- | -------------- | -------------- |
| Astana           | Kazakhstan     | AST            |
| Cannondale       | États-Unis     | CPT            |
| Etixx-Quick Step | Belgique       | EQS            |
| FDJ              | France         | FDJ            |
| IAM              | Suisse         | IAM            |
| Katusha          | Russie         | KAT            |
| Lotto NL-Jumbo   | Pays-Bas       | TLJ            |
| Lotto-Soudal     | Belgique       | LTS            |
| Movistar         | Espagne        | MOV            |
| Sky              | Royaume-Uni    | SKY            |
| Tinkoff          | Russie         | TNK            |
| Trek-Segafredo   | États-Unis     | TFS            |

| Équipes continentales professionnelles | Équipes continentales professionnelles | Équipes continentales professionnelles |
| Nom de l'équipe                        | Pays                                   | Code                                   |
| -------------------------------------- | -------------------------------------- | -------------------------------------- |
| Bora-Argon 18                          | Allemagne                              | BOA                                    |
| Caja Rural-Seguros RGA                 | Espagne                                | CJR                                    |
| Gazprom-RusVelo                        | Russie                                 | GAZ                                    |
| Novo Nordisk                           | États-Unis                             | TNN                                    |
| Roth                                   | Suisse                                 | ROT                                    |
| Verva ActiveJet                        | Pologne                                | VAT                                    |

| Équipes continentales       | Équipes continentales | Équipes continentales |
| Nom de l'équipe             | Pays                  | Code                  |
| --------------------------- | --------------------- | --------------------- |
| Efapel                      | Portugal              | EFP                   |
| LA Alumínios-Antarte        | Portugal              | LAA                   |
| Louletano-Hospital de Loulé | Portugal              | LHL                   |
| Rádio Popular-Boavista      | Portugal              | RPB                   |
| Sporting-Tavira             | Portugal              | TAV                   |
| W52-FC Porto                | Portugal              | W52                   |

## Étapes
| Étape     | Date    | Villes étapes                 | type                        | Distance (km) | Vainqueur d'étape | Leader du classement général |
| --------- | ------- | ----------------------------- | --------------------------- | ------------- | ----------------- | ---------------------------- |
| 1re étape | 17 fév. | Lagos – Albufeira             | étape de plaine             | 163,6         | Marcel Kittel     | Marcel Kittel                |
| 2e étape  | 18 fév. | Lagos – Alto da Fóia          | étape de moyenne montagne   | 198,6         | Luis León Sánchez | Luis León Sánchez            |
| 3e étape  | 19 fév. | Sagres – Sagres               | contre-la-montre individuel | 18            | Fabian Cancellara | Tony Martin                  |
| 4e étape  | 20 fév. | São Brás de Alportel – Tavira | étape vallonnée             | 194           | Marcel Kittel     | Tony Martin                  |
| 5e étape  | 21 fév. | Almodôvar – Alto do Malhão    | étape de moyenne montagne   | 169           | Alberto Contador  | Geraint Thomas               |

## Déroulement de la course

### 1reétape
| Classement de l'étape | Classement de l'étape | Classement de l'étape | Classement de l'étape | Classement de l'étape |
|                       | Coureur               | Pays                  | Équipe                | Temps                 |
| --------------------- | --------------------- | --------------------- | --------------------- | --------------------- |
| 1er                   | Marcel Kittel         | Allemagne             | Etixx-Quick Step      | en 3 h 52 min 35 s    |
| 2e                    | André Greipel         | Allemagne             | Lotto-Soudal          | m.t                   |
| 3e                    | Jasper Stuyven        | Belgique              | Trek-Segafredo        | m.t                   |
| 4e                    | Wouter Wippert        | Pays-Bas              | Cannondale            | m.t                   |
| 5e                    | Victor Campenaerts    | Belgique              | Lotto NL-Jumbo        | m.t                   |
| 6e                    | Salvatore Puccio      | Italie                | Sky                   | m.t                   |
| 7e                    | Tiago Machado         | Portugal              | Katusha               | m.t                   |
| 8e                    | Alex Dowsett          | Royaume-Uni           | Movistar              | m.t                   |
| 9e                    | Roman Maikin          | Russie                | Gazprom-RusVelo       | m.t                   |
| 10e                   | Paweł Cieślik         | Pologne               | Verva ActiveJet       | m.t                   |
| modifier              |                       |                       |                       |                       |

| Classement général | Classement général | Classement général | Classement général | Classement général |
|                    | Coureur            | Pays               | Équipe             | Temps              |
| ------------------ | ------------------ | ------------------ | ------------------ | ------------------ |
| 1er                | Marcel Kittel      | Allemagne          | Etixx-Quick Step   | en 3 h 52 min 25 s |
| 2e                 | André Greipel      | Allemagne          | Lotto-Soudal       | + 4 s              |
| 3e                 | Jasper Stuyven     | Belgique           | Trek-Segafredo     | + 6 s              |
| 4e                 | Wouter Wippert     | Pays-Bas           | Cannondale         | + 10 s             |
| 5e                 | Victor Campenaerts | Belgique           | Lotto NL-Jumbo     | + 10 s             |
| 6e                 | Salvatore Puccio   | Italie             | Sky                | + 10 s             |
| 7e                 | Tiago Machado      | Portugal           | Katusha            | + 10 s             |
| 8e                 | Alex Dowsett       | Royaume-Uni        | Movistar           | + 10 s             |
| 9e                 | Roman Maikin       | Russie             | Gazprom-RusVelo    | + 10 s             |
| 10e                | Paweł Cieślik      | Pologne            | Verva ActiveJet    | + 10 s             |
| modifier           |                    |                    |                    |                    |

### 2eétape
| Classement de l'étape | Classement de l'étape | Classement de l'étape | Classement de l'étape  | Classement de l'étape |
|                       | Coureur               | Pays                  | Équipe                 | Temps                 |
| --------------------- | --------------------- | --------------------- | ---------------------- | --------------------- |
| 1er                   | Luis León Sánchez     | Espagne               | Astana                 | en 5 h 8 min 25 s     |
| 2e                    | Geraint Thomas        | Royaume-Uni           | Sky                    | + 1 s                 |
| 3e                    | Primož Roglič         | Slovénie              | Lotto NL-Jumbo         | + 3 s                 |
| 4e                    | Ion Izagirre          | Espagne               | Movistar               | + 3 s                 |
| 5e                    | Tiago Machado         | Portugal              | Katusha                | + 5 s                 |
| 6e                    | Thibaut Pinot         | France                | FDJ                    | + 5 s                 |
| 7e                    | Amaro Antunes         | Portugal              | LA Alumínios-Antarte   | + 9 s                 |
| 8e                    | Héctor Sáez           | Espagne               | Caja Rural-Seguros RGA | + 13 s                |
| 9e                    | Tiesj Benoot          | Belgique              | Lotto-Soudal           | + 13 s                |
| 10e                   | Fabio Aru             | Italie                | Astana                 | + 15 s                |
| modifier              |                       |                       |                        |                       |

| Classement général | Classement général | Classement général | Classement général     | Classement général |
|                    | Coureur            | Pays               | Équipe                 | Temps              |
| ------------------ | ------------------ | ------------------ | ---------------------- | ------------------ |
| 1er                | Luis León Sánchez  | Espagne            | Astana                 | en 9 h 0 min 50 s  |
| 2e                 | Geraint Thomas     | Royaume-Uni        | Sky                    | + 5 s              |
| 3e                 | Primož Roglič      | Slovénie           | Lotto NL-Jumbo         | + 9 s              |
| 4e                 | Ion Izagirre       | Espagne            | Movistar               | + 13 s             |
| 5e                 | Tiago Machado      | Portugal           | Katusha                | + 15 s             |
| 6e                 | Thibaut Pinot      | France             | FDJ                    | + 15 s             |
| 7e                 | Amaro Antunes      | Portugal           | LA Alumínios-Antarte   | + 19 s             |
| 8e                 | Héctor Sáez        | Espagne            | Caja Rural-Seguros RGA | + 23 s             |
| 9e                 | Tiesj Benoot       | Belgique           | Lotto-Soudal           | + 23 s             |
| 10e                | Jarlinson Pantano  | Colombie           | IAM                    | + 25 s             |
| modifier           |                    |                    |                        |                    |

### 3eétape
| Classement de l'étape | Classement de l'étape | Classement de l'étape | Classement de l'étape | Classement de l'étape |
|                       | Coureur               | Pays                  | Équipe                | Temps                 |
| --------------------- | --------------------- | --------------------- | --------------------- | --------------------- |
| 1er                   | Fabian Cancellara     | Suisse                | Trek-Segafredo        | en 20 min 57 s        |
| 2e                    | Tony Martin           | Allemagne             | Etixx-Quick Step      | + 5 s                 |
| 3e                    | Geraint Thomas        | Royaume-Uni           | Sky                   | + 28 s                |
| 4e                    | Ion Izagirre          | Espagne               | Movistar              | + 37 s                |
| 5e                    | Nélson Oliveira       | Portugal              | Movistar              | + 37 s                |
| 6e                    | Jonathan Castroviejo  | Espagne               | Movistar              | + 37 s                |
| 7e                    | Alex Dowsett          | Royaume-Uni           | Movistar              | + 40 s                |
| 8e                    | Tony Gallopin         | France                | Lotto-Soudal          | + 51 s                |
| 9e                    | Victor Campenaerts    | Belgique              | Lotto NL-Jumbo        | + 51 s                |
| 10e                   | Ramūnas Navardauskas  | Lituanie              | Cannondale            | + 55 s                |
| modifier              |                       |                       |                       |                       |

| Classement général | Classement général | Classement général | Classement général | Classement général |
|                    | Coureur            | Pays               | Équipe             | Temps              |
| ------------------ | ------------------ | ------------------ | ------------------ | ------------------ |
| 1er                | Tony Martin        | Allemagne          | Etixx-Quick Step   | en 9 h 22 min 17 s |
| 2e                 | Geraint Thomas     | Royaume-Uni        | Sky                | + 3 s              |
| 3e                 | Ion Izagirre       | Espagne            | Movistar           | + 20 s             |
| 4e                 | Tony Gallopin      | France             | Lotto-Soudal       | + 46 s             |
| 5e                 | Thibaut Pinot      | France             | FDJ                | + 47 s             |
| 6e                 | Primož Roglič      | Slovénie           | Lotto NL-Jumbo     | + 52 s             |
| 7e                 | Tiago Machado      | Portugal           | Katusha            | + 59 s             |
| 8e                 | Ilnur Zakarin      | Russie             | Katusha            | + 1 min 4 s        |
| 9e                 | Jarlinson Pantano  | Colombie           | IAM                | + 1 min 5 s        |
| 10e                | Alberto Contador   | Espagne            | Tinkoff            | + 1 min 7 s        |
| modifier           |                    |                    |                    |                    |

### 4eétape
| Classement de l'étape | Classement de l'étape | Classement de l'étape | Classement de l'étape | Classement de l'étape |
|                       | Coureur               | Pays                  | Équipe                | Temps                 |
| --------------------- | --------------------- | --------------------- | --------------------- | --------------------- |
| 1er                   | Marcel Kittel         | Allemagne             | Etixx-Quick Step      | en 4 h 46 min 35 s    |
| 2e                    | Wouter Wippert        | Pays-Bas              | Cannondale            | m.t                   |
| 3e                    | Jens Debusschere      | Belgique              | Lotto-Soudal          | m.t                   |
| 4e                    | Jonas Van Genechten   | Belgique              | IAM                   | m.t                   |
| 5e                    | José Joaquín Rojas    | Espagne               | Movistar              | m.t                   |
| 6e                    | Andrea Pasqualon      | Italie                | Roth                  | m.t                   |
| 7e                    | Phil Bauhaus          | Allemagne             | Bora-Argon 18         | m.t                   |
| 8e                    | Dylan Groenewegen     | Pays-Bas              | Lotto NL-Jumbo        | m.t                   |
| 9e                    | Samuel Caldeira       | Portugal              | W52-FC Porto          | m.t                   |
| 10e                   | Jasper Stuyven        | Belgique              | Trek-Segafredo        | m.t                   |
| modifier              |                       |                       |                       |                       |

| Classement général | Classement général | Classement général | Classement général | Classement général |
|                    | Coureur            | Pays               | Équipe             | Temps              |
| ------------------ | ------------------ | ------------------ | ------------------ | ------------------ |
| 1er                | Tony Martin        | Allemagne          | Etixx-Quick Step   | en 14 h 8 min 57 s |
| 2e                 | Geraint Thomas     | Royaume-Uni        | Sky                | + 3 s              |
| 3e                 | Ion Izagirre       | Espagne            | Movistar           | + 20 s             |
| 4e                 | Tony Gallopin      | France             | Lotto-Soudal       | + 41 s             |
| 5e                 | Thibaut Pinot      | France             | FDJ                | + 47 s             |
| 6e                 | Primož Roglič      | Slovénie           | Lotto NL-Jumbo     | + 52 s             |
| 7e                 | Tiago Machado      | Portugal           | Katusha            | + 59 s             |
| 8e                 | Ilnur Zakarin      | Russie             | Katusha            | + 1 min 4 s        |
| 9e                 | Jarlinson Pantano  | Colombie           | IAM                | + 1 min 5 s        |
| 10e                | Alberto Contador   | Espagne            | Tinkoff            | + 1 min 7 s        |
| modifier           |                    |                    |                    |                    |

### 5eétape
| Classement de l'étape | Classement de l'étape | Classement de l'étape | Classement de l'étape | Classement de l'étape |
|                       | Coureur               | Pays                  | Équipe                | Temps                 |
| --------------------- | --------------------- | --------------------- | --------------------- | --------------------- |
| 1er                   | Alberto Contador      | Espagne               | Tinkoff               | en 4 h 24 min 47 s    |
| 2e                    | Fabio Aru             | Italie                | Astana                | + 20 s                |
| 3e                    | Thibaut Pinot         | France                | FDJ                   | + 20 s                |
| 4e                    | Amaro Antunes         | Portugal              | LA Alumínios-Antarte  | + 20 s                |
| 5e                    | Geraint Thomas        | Royaume-Uni           | Sky                   | + 28 s                |
| 6e                    | Primož Roglič         | Slovénie              | Lotto NL-Jumbo        | + 28 s                |
| 7e                    | Rigoberto Urán        | Colombie              | Cannondale            | + 28 s                |
| 8e                    | Dries Devenyns        | Belgique              | IAM                   | + 28 s                |
| 9e                    | Julián Arredondo      | Colombie              | Trek-Segafredo        | + 30 s                |
| 10e                   | Jarlinson Pantano     | Colombie              | IAM                   | + 30 s                |
| modifier              |                       |                       |                       |                       |

## Classements finals

### Classement général final
| Classement général final | Classement général final | Classement général final | Classement général final | Classement général final |
|                          | Coureur                  | Pays                     | Équipe                   | Temps                    |
| ------------------------ | ------------------------ | ------------------------ | ------------------------ | ------------------------ |
| 1er                      | Geraint Thomas           | Royaume-Uni              | Sky                      | en 18 h 34 min 15 s      |
| 2e                       | Ion Izagirre             | Espagne                  | Movistar                 | + 19 s                   |
| 3e                       | Alberto Contador         | Espagne                  | Tinkoff                  | + 26 s                   |
| 4e                       | Thibaut Pinot            | France                   | FDJ                      | + 32 s                   |
| 5e                       | Primož Roglič            | Slovénie                 | Lotto NL-Jumbo           | + 49 s                   |
| 6e                       | Tony Gallopin            | France                   | Lotto-Soudal             | + 50 s                   |
| 7e                       | Ilnur Zakarin            | Russie                   | Katusha                  | + 1 min 3 s              |
| 8e                       | Jarlinson Pantano        | Colombie                 | IAM                      | + 1 min 4 s              |
| 9e                       | Fabio Aru                | Italie                   | Astana                   | + 1 min 25 s             |
| 10e                      | Amaro Antunes            | Portugal                 | LA Alumínios-Antarte     | + 1 min 27 s             |
| modifier                 |                          |                          |                          |                          |

### Classements annexes
| Classement par points | Classement par points | Classement par points | Classement par points | Classement par points |
| --------------------- | --------------------- | --------------------- | --------------------- | --------------------- |
|                       | Coureur               | Pays                  | Équipe                | Point(s)              |
| 1er                   | Marcel Kittel         | Allemagne             | Etixx-Quick Step      | 50 points             |
| 2e                    | Geraint Thomas        | Royaume-Uni           | Sky                   | 30 pts                |
| 3e                    | Alberto Contador      | Espagne               | Tinkoff               | 25 pts                |
| modifier              |                       |                       |                       |                       |

| Classement de la montagne | Classement de la montagne | Classement de la montagne | Classement de la montagne | Classement de la montagne |
| ------------------------- | ------------------------- | ------------------------- | ------------------------- | ------------------------- |
|                           | Coureur                   | Pays                      | Équipe                    | Point(s)                  |
| 1er                       | Alexandr Kolobnev         | Russie                    | Gazprom-RusVelo           | 15 points                 |
| 2e                        | Alberto Contador          | Espagne                   | Tinkoff                   | 12 pts                    |
| 3e                        | Geraint Thomas            | Royaume-Uni               | Sky                       | 8 pts                     |
| modifier                  |                           |                           |                           |                           |

| Classement du meilleur jeune | Classement du meilleur jeune | Classement du meilleur jeune | Classement du meilleur jeune | Classement du meilleur jeune |
|                              | Coureur                      | Pays                         | Équipe                       | Temps                        |
| ---------------------------- | ---------------------------- | ---------------------------- | ---------------------------- | ---------------------------- |
| 1er                          | Tiesj Benoot                 | Belgique                     | Lotto-Soudal                 | en 18 h 36 min 54 s          |
| 2e                           | Héctor Sáez                  | Espagne                      | Caja Rural-Seguros RGA       | + 2 min 14 s                 |
| 3e                           | Víctor Etxeberria            | Espagne                      | Rádio Popular-Boavista       | + 11 min 10 s                |
| modifier                     |                              |                              |                              |                              |

| Classement par équipes | Classement par équipes | Classement par équipes | Classement par équipes |
|                        | Équipe                 | Pays                   | Temps                  |
| ---------------------- | ---------------------- | ---------------------- | ---------------------- |
| 1re                    | Katusha                | Russie                 | en 55 h 48 min 39 s    |
| 2e                     | Astana                 | Kazakhstan             | + 56 s                 |
| 3e                     | Caja Rural-Seguros RGA | Espagne                | + 2 min 12 s           |
| modifier               |                        |                        |                        |

### UCI Europe Tour
Ce Tour de l'Algarve attribue des points pour l'UCI Europe Tour 2016, y compris aux coureurs faisant partie d'une équipe ayant un label WorldTeam. De plus la course donne le même nombre de points individuellement à tous les coureurs pour le Classement mondial UCI 2016.
| Position           | 1er | 2e | 3e | 4e | 5e | 6e | 7e | 8e | 9e | 10e | 11e | 12e | 13e à 15e | 16e à 25e |
| Classement général | 125 | 85 | 70 | 60 | 50 | 40 | 35 | 30 | 25 | 20  | 15  | 10  | 5         | 3         |
| Par étape          | 14  | 5  | 3  |    |    |    |    |    |    |     |     |     |           |           |
| Leader, par étape  | 3   |    |    |    |    |    |    |    |    |     |     |     |           |           |

| Cycliste              | Équipe                 | Général | Étape | Leader | Total |
| --------------------- | ---------------------- | ------- | ----- | ------ | ----- |
| Geraint Thomas        | Sky                    | 125     | 8     | -      | 133   |
| Ion Izagirre          | Movistar               | 85      | -     | -      | 85    |
| Alberto Contador      | Tinkoff                | 70      | 14    | -      | 84    |
| Thibaut Pinot         | FDJ                    | 60      | 3     | -      | 63    |
| Primož Roglič         | Lotto NL-Jumbo         | 50      | 3     | -      | 53    |
| Tony Gallopin         | Lotto-Soudal           | 40      | -     | -      | 40    |
| Ilnur Zakarin         | Katusha                | 35      | -     | -      | 35    |
| Marcel Kittel         | Etixx-Quick Step       | -       | 28    | 3      | 31    |
| Fabio Aru             | Astana                 | 25      | 5     | -      | 30    |
| Jarlinson Pantano     | IAM                    | 30      | -     | -      | 30    |
| Amaro Antunes         | LA Alumínios-Antarte   | 20      | -     | -      | 20    |
| Luis León Sánchez     | Astana                 | -       | 14    | 3      | 17    |
| Tiago Machado         | Katusha                | 15      | -     | -      | 15    |
| Fabian Cancellara     | Trek-Segafredo         | -       | 14    | -      | 14    |
| Tony Martin           | Etixx-Quick Step       | -       | 5     | 6      | 11    |
| Sébastien Reichenbach | FDJ                    | 10      | -     | -      | 10    |
| André Greipel         | Lotto-Soudal           | -       | 5     | -      | 5     |
| Nélson Oliveira       | Movistar               | 5       | -     | -      | 5     |
| Fränk Schleck         | Trek-Segafredo         | 5       | -     | -      | 5     |
| Ricardo Vilela        | Caja Rural-Seguros RGA | 5       | -     | -      | 5     |
| Wouter Wippert        | Cannondale             | -       | 5     | -      | 5     |
| Tiesj Benoot          | Lotto-Soudal           | 3       | -     | -      | 3     |
| André Cardoso         | Cannondale             | 3       | -     | -      | 3     |
| Dario Cataldo         | Astana                 | 3       | -     | -      | 3     |
| Jens Debusschere      | Lotto-Soudal           | -       | 3     | -      | 3     |
| Robert Gesink         | Lotto NL-Jumbo         | 3       | -     | -      | 3     |
| Alberto Losada        | Katusha                | 3       | -     | -      | 3     |
| Daniel Mestre         | Efapel                 | 3       | -     | -      | 3     |
| Eduard Prades         | Caja Rural-Seguros RGA | 3       | -     | -      | 3     |
| Jordi Simón           | Verva ActiveJet        | 3       | -     | -      | 3     |
| Jasper Stuyven        | Trek-Segafredo         | -       | 3     | -      | 3     |
| Zdeněk Štybar         | Etixx-Quick Step       | 3       | -     | -      | 3     |
| Paolo Tiralongo       | Astana                 | 3       | -     | -      | 3     |

## Évolution des classements
| Étape              | Vainqueur          | Classement général | Classement par points | Classement de la montagne | Classement du meilleur jeune | Classement par équipes |
| ------------------ | ------------------ | ------------------ | --------------------- | ------------------------- | ---------------------------- | ---------------------- |
| 1                  | Marcel Kittel      | Marcel Kittel      | Marcel Kittel         | Kamil Gradek              | Sebastián Henao              | Movistar               |
| 2                  | Luis León Sánchez  | Luis León Sánchez  | Luis León Sánchez     | Luis León Sánchez         | Héctor Sáez                  | Caja Rural-Seguros RGA |
| 3                  | Fabian Cancellara  | Tony Martin        | Marcel Kittel         | Geraint Thomas            | Tiesj Benoot                 | Katusha                |
| 4                  | Marcel Kittel      | Tony Martin        | Marcel Kittel         | Geraint Thomas            | Tiesj Benoot                 | Katusha                |
| 5                  | Alberto Contador   | Geraint Thomas     | Marcel Kittel         | Alexandr Kolobnev         | Tiesj Benoot                 | Katusha                |
| Classements finals | Classements finals | Geraint Thomas     | Marcel Kittel         | Alexandr Kolobnev         | Tiesj Benoot                 | Katusha                |

## Liste des participants
- Liste de départ complète

| Légende                             | Légende                                                                                                  | Légende                                | Légende                                                                                                  |
| ----------------------------------- | --- | -------------------------------------- | --- |
| Num                                 | Dossard de départ porté par le coureur sur ce Tour de l'Algarve                                          | Pos                                    | Position finale au classement général                                                                    |
| Leader du classement général        | Indique le vainqueur du classement général                                                               | Leader du classement par points        | Indique le vainqueur du classement par points                                                            |
| Leader du classement de la montagne | Indique le vainqueur du classement de la montagne                                                        | Leader du classement du meilleur jeune | Indique le vainqueur du classement du meilleur jeune                                                     |
|                                     | Indique un maillot de champion national ou mondial, suivi de sa spécialité                               | #                                      | Indique la meilleure équipe                                                                              |
| NP                                  | Indique un coureur qui n'a pas pris le départ d'une étape, suivi du numéro de l'étape où il s'est retiré | AB                                     | Indique un coureur qui n'a pas terminé une étape, suivi du numéro de l'étape où il s'est retiré          |
| HD                                  | Indique un coureur qui a terminé une étape hors des délais, suivi du numéro de l'étape                   | *                                      | Indique un coureur en lice pour le classement du meilleur jeune (coureurs nés après le 1er janvier 1993) |

| Sky SKY                           | Sky SKY                    | Sky SKY |
| --------------------------------- | -------------------------- | ------- |
| Num                               | Coureur                    | Pos     |
| 1                                 | Geraint Thomas (GBR)       | 1er     |
| 2                                 | Michał Gołaś (POL)         | 62e     |
| 3                                 | Sebastián Henao (COL)*     | 54e     |
| 4                                 |                            |         |
| 5                                 | David López García (ESP)   | AB-2    |
| 6                                 | Lars Petter Nordhaug (NOR) | 39e     |
| 7                                 | Salvatore Puccio (ITA)     | 35e     |
| 8                                 | Ian Stannard (GBR)         | 41e     |
| Directeur sportif : Gabriel Rasch |                            |         |

| Astana AST                          | Astana AST              | Astana AST |
| ----------------------------------- | ----------------------- | ---------- |
| Num                                 | Coureur                 | Pos        |
| 11                                  | Fabio Aru (ITA)         | 9e         |
| 12                                  | Luis León Sánchez (ESP) | AB-3       |
| 13                                  | Dario Cataldo (ITA)     | 21e        |
| 14                                  | Tanel Kangert (EST)     | 52e        |
| 15                                  |                         |            |
| 16                                  | Davide Malacarne (ITA)  | NP-1       |
| 17                                  | Diego Rosa (ITA)        | 48e        |
| 18                                  | Paolo Tiralongo (ITA)   | 23e        |
| Directeur sportif : Gorazd Štangelj |                         |            |

| Cannondale CPT                    | Cannondale CPT                   | Cannondale CPT |
| --------------------------------- | -------------------------------- | -------------- |
| Num                               | Coureur                          | Pos            |
| 21                                | André Cardoso (POR)              | 20e            |
| 22                                | Kristjan Koren (SLO)             | 90e            |
| 23                                | Sebastian Langeveld (NED)        | 40e            |
| 24                                | Moreno Moser (ITA)               | 37e            |
| 25                                | Ramūnas Navardauskas (LTU) (Clm) | 89e            |
| 26                                | Rigoberto Urán (COL) (Clm)       | 34e            |
| 27                                | Dylan van Baarle (NED)           | 28e            |
| 28                                | Wouter Wippert (NED)             | NP-5           |
| Directeur sportif : Andreas Klier |                                  |                |

| Etixx-Quick Step EQS               | Etixx-Quick Step EQS        | Etixx-Quick Step EQS |
| ---------------------------------- | --------------------------- | -------------------- |
| Num                                | Coureur                     | Pos                  |
| 31                                 | Tom Boonen (BEL)            | 125e                 |
| 32                                 | Marcel Kittel (GER)         | 126e                 |
| 33                                 | Yves Lampaert (BEL)         | AB-5                 |
| 34                                 | Tony Martin (GER) (Clm)     | 64e                  |
| 35                                 | Fabio Sabatini (ITA)        | 136e                 |
| 36                                 | Zdeněk Štybar (CZE)         | 17e                  |
| 37                                 | Niki Terpstra (NED) (Route) | 119e                 |
| 38                                 | Julien Vermote (BEL)        | 88e                  |
| Directeur sportif : Jan Schaffrath |                             |                      |

| FDJ                             | FDJ                         | FDJ  |
| ------------------------------- | --------------------------- | ---- |
| Num                             | Coureur                     | Pos  |
| 41                              | Thibaut Pinot (FRA)         | 4e   |
| 42                              | William Bonnet (FRA)        | 97e  |
| 43                              | Murilo Fischer (BRA)        | 137e |
| 44                              | Arnaud Courteille (FRA)     | 74e  |
| 45                              | Steve Morabito (SUI)        | 46e  |
| 46                              | Yoann Offredo (FRA)         | 55e  |
| 47                              | Sébastien Reichenbach (SUI) | 12e  |
| 48                              | Johan Le Bon (FRA)          | 105e |
| Directeur sportif : Yvon Madiot |                             |      |

| IAM                                 | IAM                       | IAM  |
| ----------------------------------- | ------------------------- | ---- |
| Num                                 | Coureur                   | Pos  |
| 51                                  | Matthias Brändle (AUT)    | 140e |
| 52                                  | Dries Devenyns (BEL)      | 45e  |
| 53                                  | Heinrich Haussler (AUS)   | 69e  |
| 54                                  | Vicente Reynés (ESP)      | 77e  |
| 55                                  | Oliver Naesen (BEL)       | 92e  |
| 56                                  | Jarlinson Pantano (COL)   | 8e   |
| 57                                  | Simon Pellaud (SUI)       | 112e |
| 58                                  | Jonas Van Genechten (BEL) | 132e |
| Directeur sportif : Kjell Carlström |                           |      |

| Lotto-Soudal LTS                  | Lotto-Soudal LTS       | Lotto-Soudal LTS |
| --------------------------------- | ---------------------- | ---------------- |
| Num                               | Coureur                | Pos              |
| 61                                | Tiesj Benoot (BEL)*    | 16e              |
| 62                                | Stig Broeckx (BEL)     | AB-5             |
| 63                                | Jens Debusschere (BEL) | 87e              |
| 64                                | Tony Gallopin (FRA)    | 6e               |
| 65                                | André Greipel (GER)    | NP-5             |
| 66                                | Jürgen Roelandts (BEL) | 73e              |
| 67                                | Sean De Bie (BEL)      | AB-5             |
| 68                                | Jelle Wallays (BEL)    | NP-4             |
| Directeur sportif : Herman Frison |                        |                  |

| Movistar MOV                            | Movistar MOV                     | Movistar MOV |
| --------------------------------------- | -------------------------------- | ------------ |
| Num                                     | Coureur                          | Pos          |
| 71                                      | Andrey Amador (CRC)              | 57e          |
| 72                                      | Jorge Arcas (ESP)                | 79e          |
| 73                                      | Jonathan Castroviejo (ESP) (Clm) | 38e          |
| 74                                      | Alex Dowsett (GBR) (Clm)         | AB-5         |
| 75                                      | Ion Izagirre (ESP)               | 2e           |
| 76                                      | Nélson Oliveira (POR) (Clm)      | 13e          |
| 77                                      | José Joaquín Rojas (ESP)         | 42e          |
| 78                                      | Francisco Ventoso (ESP)          | AB-5         |
| Directeur sportif : José Luis Jaimerena |                                  |              |

| Katusha # KAT                    | Katusha # KAT           | Katusha # KAT |
| -------------------------------- | ----------------------- | ------------- |
| Num                              | Coureur                 | Pos           |
| 81                               | Tiago Machado (POR)     | 11e           |
| 82                               | Joaquim Rodríguez (ESP) | AB-2          |
| 83                               | Sergueï Lagoutine (RUS) | 71e           |
| 84                               | Alberto Losada (ESP)    | 22e           |
| 85                               | Matvey Mamykin (RUS)*   | 63e           |
| 86                               | Rein Taaramäe (EST)     | NP-5          |
| 87                               | Anton Vorobyev (RUS)    | 85e           |
| 88                               | Ilnur Zakarin (RUS)     | 7e            |
| Directeur sportif : José Azevedo |                         |               |

| Lotto NL-Jumbo TLJ                | Lotto NL-Jumbo TLJ       | Lotto NL-Jumbo TLJ |
| --------------------------------- | ------------------------ | ------------------ |
| Num                               | Coureur                  | Pos                |
| 91                                | Victor Campenaerts (BEL) | 102e               |
| 92                                | Robert Gesink (NED)      | 25e                |
| 93                                | Dylan Groenewegen (NED)* | 111e               |
| 94                                | Bram Tankink (NED)       | 103e               |
| 95                                | Tom Leezer (NED)         | 138e               |
| 96                                | Primož Roglič (SLO)      | 5e                 |
| 97                                | Sep Vanmarcke (BEL)      | 134e               |
| 98                                | Dennis van Winden (NED)  | 133e               |
| Directeur sportif : Merijn Zeeman |                          |                    |

| Tinkoff TNK                         | Tinkoff TNK                    | Tinkoff TNK |
| ----------------------------------- | ------------------------------ | ----------- |
| Num                                 | Coureur                        | Pos         |
| 101                                 | Alberto Contador (ESP)         | 3e          |
| 102                                 | Jesús Hernández Blázquez (ESP) | AB-5        |
| 103                                 | Michael Valgren (DEN)          | 116e        |
| 104                                 | Sérgio Paulinho (POR)          | 58e         |
| 105                                 | Matteo Tosatto (ITA)           | 110e        |
| 106                                 | Ivan Rovny (RUS)               | 123e        |
| 107                                 | Robert Kišerlovski (CRO)       | 47e         |
| 108                                 | Yury Trofimov (RUS) (Route)    | 82e         |
| Directeur sportif : Steven de Jongh |                                |             |

| Trek-Segafredo TFS             | Trek-Segafredo TFS      | Trek-Segafredo TFS |
| ------------------------------ | ----------------------- | ------------------ |
| Num                            | Coureur                 | Pos                |
| 111                            | Julián Arredondo (COL)  | 81e                |
| 112                            | Fabian Cancellara (SUI) | 51e                |
| 113                            | Stijn Devolder (BEL)    | 100e               |
| 114                            | Yaroslav Popovych (UKR) | 98e                |
| 115                            | Grégory Rast (SUI)      | 93e                |
| 116                            | Fränk Schleck (LUX)     | 14e                |
| 117                            | Jasper Stuyven (BEL)    | AB-5               |
| 118                            | Edward Theuns (BEL)     | AB-5               |
| Directeur sportif : Dirk Demol |                         |                    |

| Bora-Argon 18 BOA                   | Bora-Argon 18 BOA         | Bora-Argon 18 BOA |
| ----------------------------------- | ------------------------- | ----------------- |
| Num                                 | Coureur                   | Pos               |
| 121                                 | Jan Bárta (CZE) (Clm)     | 86e               |
| 122                                 | Silvio Herklotz (GER)*    | AB-4              |
| 123                                 | Zakkari Dempster (AUS)    | 101e              |
| 124                                 | Cesare Benedetti (ITA)    | 61e               |
| 125                                 | Phil Bauhaus (GER)*       | 114e              |
| 126                                 | Ralf Matzka (GER)         | AB-5              |
| 127                                 | Michael Schwarzmann (GER) | 108e              |
| 128                                 | Paul Voss (GER)           | 32e               |
| Directeur sportif : Christian Pömer |                           |                   |

| Caja Rural-Seguros RGA CJR                | Caja Rural-Seguros RGA CJR  | Caja Rural-Seguros RGA CJR |
| ----------------------------------------- | --------------------------- | -------------------------- |
| Num                                       | Coureur                     | Pos                        |
| 131                                       | Ricardo Vilela (POR)        | 15e                        |
| 132                                       | Domingos Gonçalves (POR)    | AB-5                       |
| 133                                       | Eduard Prades (ESP)         | 19e                        |
| 134                                       | Lluís Mas (ESP)             | 84e                        |
| 135                                       | Antonio Molina (ESP)        | 44e                        |
| 136                                       | Héctor Sáez (ESP)*          | 27e                        |
| 137                                       | Diego Rubio Hernández (ESP) | 59e                        |
| 138                                       | Jonathan Lastra (ESP)*      | 115e                       |
| Directeur sportif : José Miguel Fernández |                             |                            |

| Gazprom-RusVelo GAZ                       | Gazprom-RusVelo GAZ     | Gazprom-RusVelo GAZ |
| ----------------------------------------- | ----------------------- | ------------------- |
| Num                                       | Coureur                 | Pos                 |
| 141                                       | Alexandr Kolobnev (RUS) | 66e                 |
| 142                                       | Roman Maikin (RUS)      | 148e                |
| 143                                       | Mamyr Stash (RUS)*      | AB-2                |
| 144                                       | Ivan Savitskiy (RUS)    | AB-5                |
| 145                                       | Artem Nych (RUS)*       | 142e                |
| 146                                       | Alexander Serov (RUS)   | 146e                |
| 147                                       | Artur Ershov (RUS)      | 124e                |
| 148                                       | Viktor Manakov (RUS)    | AB-5                |
| Directeur sportif : Aliaksandr Kuschynski |                         |                     |

| Novo Nordisk TNN                      | Novo Nordisk TNN        | Novo Nordisk TNN |
| ------------------------------------- | ----------------------- | ---------------- |
| Num                                   | Coureur                 | Pos              |
| 151                                   | Stephen Clancy (IRL)    | AB-5             |
| 152                                   | Corentin Cherhal (FRA)* | AB-2             |
| 153                                   | David Lozano (ESP)      | 80e              |
| 154                                   | Javier Mejías (ESP)     | 33e              |
| 155                                   | Andrea Peron (ITA)      | 141e             |
| 156                                   | Charles Planet (FRA)*   | 120e             |
| 157                                   | Joonas Henttala (FIN)   | NP-4             |
| 158                                   | Martijn Verschoor (NED) | 147e             |
| Directeur sportif : Vassili Davidenko |                         |                  |

| Roth ROT                             | Roth ROT                 | Roth ROT |
| ------------------------------------ | ------------------------ | -------- |
| Num                                  | Coureur                  | Pos      |
| 161                                  | Bruno Pires (POR)        | 30e      |
| 162                                  | David Belda (ESP)        | 56e      |
| 163                                  | Nico Brüngger (SUI)      | 67e      |
| 164                                  | Alberto Cecchin (ITA)    | AB-2     |
| 165                                  | Grischa Janorschke (GER) | 128e     |
| 166                                  | Martin Kohler (SUI)      | 144e     |
| 167                                  | Matthias Krizek (AUT)    | 76e      |
| 168                                  | Andrea Pasqualon (ITA)   | 78e      |
| Directeur sportif : Mirco Lorenzetto |                          |          |

| Verva ActiveJet VAT               | Verva ActiveJet VAT   | Verva ActiveJet VAT |
| --------------------------------- | --------------------- | ------------------- |
| Num                               | Coureur               | Pos                 |
| 171                               | Łukasz Bodnar (POL)   | 143e                |
| 172                               | Paweł Franczak (POL)  | 135e                |
| 173                               | Kamil Gradek (POL)    | 131e                |
| 174                               | Adam Stachowiak (POL) | 129e                |
| 175                               | Paweł Cieślik (POL)   | 36e                 |
| 176                               | Karel Hník (CZE)      | HD-3                |
| 177                               | Jonas Koch (GER)*     | 130e                |
| 178                               | Jordi Simón (ESP)     | 18e                 |
| Directeur sportif : Piotr Kosmala |                       |                     |

| Efapel EFP                        | Efapel EFP              | Efapel EFP |
| --------------------------------- | ----------------------- | ---------- |
| Num                               | Coureur                 | Pos        |
| 181                               | Joni Brandão (POR)      | 99e        |
| 182                               | Filipe Cardoso (POR)    | 104e       |
| 183                               | Rafael Silva (POR)      | 96e        |
| 184                               | Hélder Ferreira (POR)   | 127e       |
| 185                               | Daniel Mestre (POR)     | 24e        |
| 186                               | Henrique Casimiro (POR) | 49e        |
| 187                               | Nuno Ferreira (POR)     | 72e        |
| 188                               | Álvaro Trueba (ESP)*    | 83e        |
| Directeur sportif : Américo Silva |                         |            |

| LA Alumínios-Antarte LAA                 | LA Alumínios-Antarte LAA | LA Alumínios-Antarte LAA |
| ---------------------------------------- | ------------------------ | ------------------------ |
| Num                                      | Coureur                  | Pos                      |
| 191                                      | Luís Afonso (POR)        | 68e                      |
| 192                                      | Amaro Antunes (POR)      | 10e                      |
| 193                                      | Hernâni Brôco (POR)      | 118e                     |
| 194                                      | Leonel Coutinho (POR)    | AB-5                     |
| 195                                      | Nuno Meireles (POR)      | 109e                     |
| 196                                      | Pedro Paulinho (POR)     | AB-2                     |
| 197                                      | Hugo Sancho (POR)        | 70e                      |
| 198                                      | Bruno Silva (POR)        | AB-5                     |
| Directeur sportif : Mario Da Silva Rocha |                          |                          |

| Louletano-Hospital de Loulé LHL   | Louletano-Hospital de Loulé LHL | Louletano-Hospital de Loulé LHL |
| --------------------------------- | ------------------------------- | ------------------------------- |
| Num                               | Coureur                         | Pos                             |
| 201                               | Sandro Pinto (POR)              | 122e                            |
| 202                               | Cristian Cañada (ESP)           | AB-5                            |
| 203                               | João Benta (POR)                | 26e                             |
| 204                               | Vicente García de Mateos (ESP)  | NP-5                            |
| 205                               | José de Segovia (ESP)           | 91e                             |
| 206                               | Francisco Cantero (ESP)         | 149e                            |
| 207                               | Samuel Magalhães (POR)          | AB-2                            |
| 208                               | Rui Rodrigues (POR)             | 139e                            |
| Directeur sportif : Jorge Piedade |                                 |                                 |

| Rádio Popular-Boavista RPB          | Rádio Popular-Boavista RPB | Rádio Popular-Boavista RPB |
| ----------------------------------- | -------------------------- | -------------------------- |
| Num                                 | Coureur                    | Pos                        |
| 211                                 | Pablo Guerrero (ESP)       | 117e                       |
| 212                                 | Frederico Figueiredo (POR) | 43e                        |
| 213                                 | Daniel Silva (POR)         | AB-2                       |
| 214                                 | Guillaume De Almeida (FRA) | 145e                       |
| 215                                 | Víctor Etxeberria (ESP)*   | 53e                        |
| 216                                 | Carlos Antón Jiménez (ESP) | AB-5                       |
| 217                                 | César Fonte (POR)          | 50e                        |
| 218                                 | David Rodrigues (POR)      | 95e                        |
| Directeur sportif : José dos Santos |                            |                            |

| Sporting-Tavira TAV             | Sporting-Tavira TAV        | Sporting-Tavira TAV |
| ------------------------------- | -------------------------- | ------------------- |
| Num                             | Coureur                    | Pos                 |
| 221                             | Rinaldo Nocentini (ITA)    | 29e                 |
| 222                             | David de la Fuente (ESP)   | 60e                 |
| 223                             | Valter Pereira (POR)       | 94e                 |
| 224                             | Mario González Salas (ESP) | AB-2                |
| 225                             | Jesús Ezquerra (ESP)       | 75e                 |
| 226                             | Luís Fernandes (POR)       | 65e                 |
| 227                             | Óscar González Brea (ESP)  | NP-5                |
| 228                             | David Livramento (POR)     | HD-3                |
| Directeur sportif : Vidal Fitas |                            |                     |

| W52-FC Porto W52                 | W52-FC Porto W52       | W52-FC Porto W52 |
| -------------------------------- | ---------------------- | ---------------- |
| Num                              | Coureur                | Pos              |
| 231                              | Samuel Caldeira (POR)  | 106e             |
| 232                              | António Carvalho (POR) | AB-2             |
| 233                              | Raúl Alarcón (ESP)     | HD-3             |
| 234                              | Rafael Reis (POR)      | 113e             |
| 235                              | João Rodrigues (POR)*  | 121e             |
| 236                              | Joaquim Silva (POR)    | AB-5             |
| 237                              | Rui Vinhas (POR)       | 31e              |
| 238                              | Ricardo Mestre (POR)   | 107e             |
| Directeur sportif : Nuno Ribeiro |                        |                  |